# Іберомезорніс
Іберомезо́рніс (Iberomesornis romerali) — вид викопних птахів родини Iberomesornithidae, що знайдений у горах Іспанії у пластах формації Las Hoyas. Птах мешкав у Крейдяному періоді (125 млн років тому).

## Опис

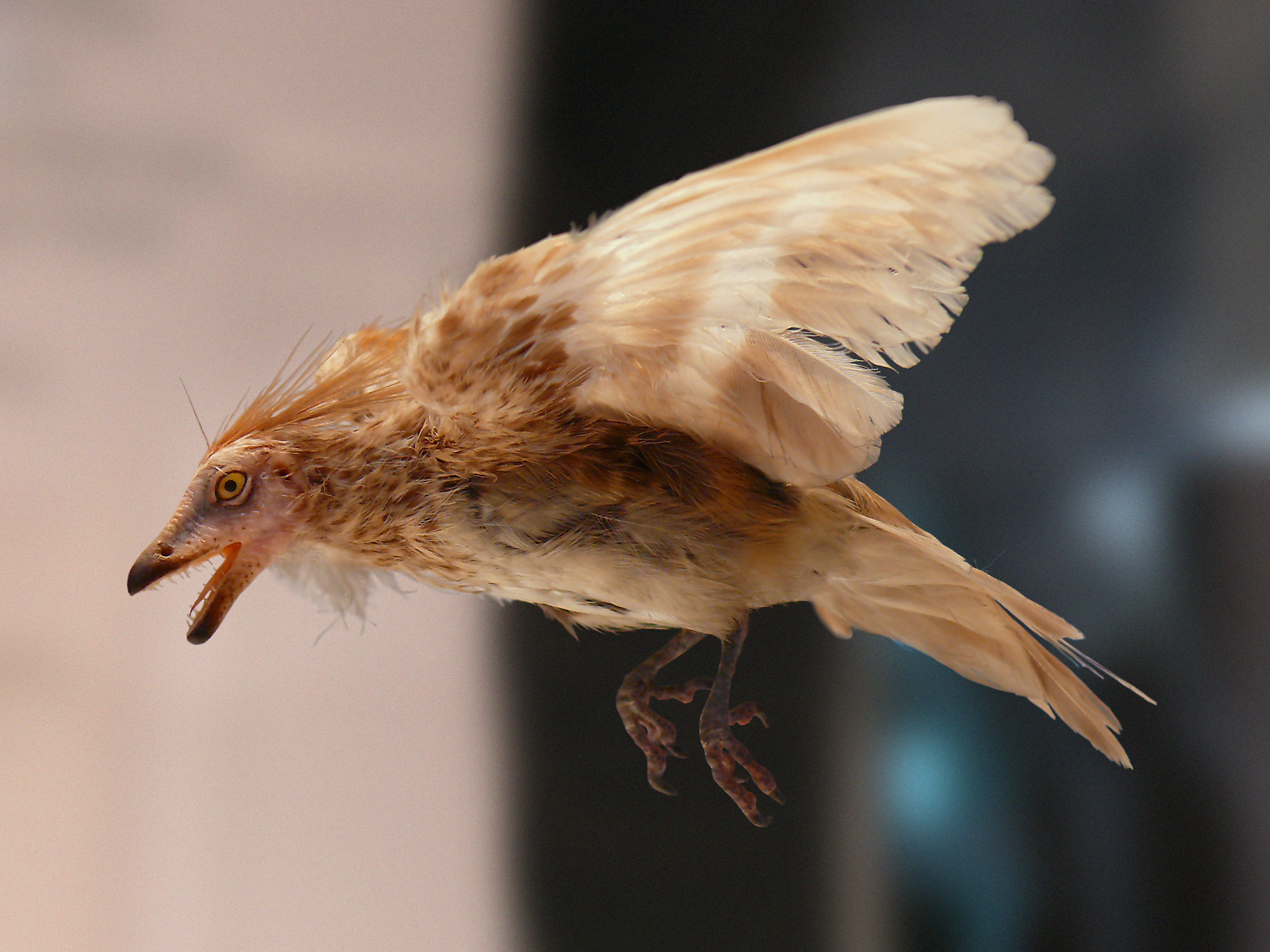
Застаріла модель, Національний музей природничих наук, Мадрид

Це найдавніший відомий птах з коротким хвостом. Він складається з м'язового утворення, звідки віялом росте пір'я. Його м'язи були здатні розправляти хвостове пір'я і збирати його разом, як з метою керувати польотом, так і для того, щоб покрасуватися під час шлюбних ігор. Тіло досягало 20 см завдовжки.